# Avondale (Arizona)
Avondale è una città della contea di Maricopa nello Stato dell'Arizona, negli Stati Uniti. Al censimento del 2020, aveva una popolazione di 89 334 abitanti. Si trova tra l'Interstate 10 e l'Arizona State Route 85, vicino a Phoenix.
Nei pressi della città si trova il Phoenix Raceway, un circuito automobilistico sul quale, tra le altre cose, si svolgono ogni anno gare automobilistiche di diverse serie NASCAR.
Il Phoenix Goodyear Airport confina immediatamente con la città a sud-ovest. Inoltre, la Luke Air Force Base si trova a nord della città.

## Geografia fisica
Secondo l'Ufficio del censimento degli Stati Uniti, ha una superficie totale di 47,87 mi² (123,98 km²).

## Società

### Evoluzione demografica
Secondo il censimento del 2020, la popolazione era di 89 334 abitanti.